# 텐텐클럽
《텐텐클럽》은 매일 오후 10시부터 밤 12시까지 방송된  SBS 파워FM의 오락 전문 라디오 프로그램으로이다. 1999년 4월 26일부터 2012년 4월 29일까지 13년간 방송되었다.

## 역대 진행자
| 대수 | 진행자              | 기간                                | 비고                           |
| ---- | ------------------- | ----------------------------------- | ------------------------------ |
| 1대  | 김승현, 배두나      | 1999년 4월 26일 ~ 1999년 11월       |                                |
| 2대  | 김승현, 박진희      | 1999년 12월 ~ 2000년 4월            |                                |
| 3대  | 김승현, 양미라      | 2000년 4월 ~ 2000년 6월             |                                |
| 4대  | 김승현              | 2000년 6월 ~ 2000년 10월            |                                |
| 5대  | 김동완              | 2000년 10월 23일 ~ 2002년 10월 20일 |                                |
| 6대  | 플라이 투 더 스카이 | 2002년 10월 21일 ~ 2004년 5월 2일   | 브라이언은 중도 하차.          |
| 7대  | 故박용하            | 2004년 5월 3일 ~ 2005년 10월 30일   |                                |
| 8대  | 하하                | 2005년 11월 1일 ~ 2008년 2월 10일   | 공익근무요원 소집에 따른 하차. |
| 9대  | 이적                | 2008년 2월 11일 ~ 2009년 4월 12일   |                                |
| 10대 | 스윗 소로우         | 2009년 4월 13일 ~ 2011년 4월 3일    |                                |
| 11대 | 이석훈              | 2011년 4월 4일 ~ 2012년 4월 29일    |                                |

## 코너
매일 코너
- 날아라 비행기
- 욕망의 간식

요일별 코너
- 월요일 : 요리 포 유
- 화요일 : 다시 만난 남자 3기
- 수요일 : 기부앤테이크
- 목요일 : 위험한 가사
- 금요일 : 심야의 세레나데
- 토요일 : 말이 필요 없는 라이브
- 일요일 : 달아요

## 같이 보기
- 오락

### 이전 외부 링크
- 박용하의 텐텐클럽 홈페이지
- 하하의 텐텐클럽
- 이적의 텐텐클럽 홈페이지
- 스윗소로우의 텐텐클럽 홈페이지

| SBS 파워FM           |                     |                       |
| 이전                 | 이석훈의 텐텐클럽   | 다음                  |
| 붐의 영스트리트      | 이석훈의 텐텐클럽   | 정선희의 오늘 같은 밤 |
| 오후 8시 ~ 오후 10시 | 오후 10시 ~ 밤 12시 | 밤 12시 ~ 오전 2시    |
|                      |                     |                       |